# Boule (agrès)
Pour les articles homonymes, voir Boule.

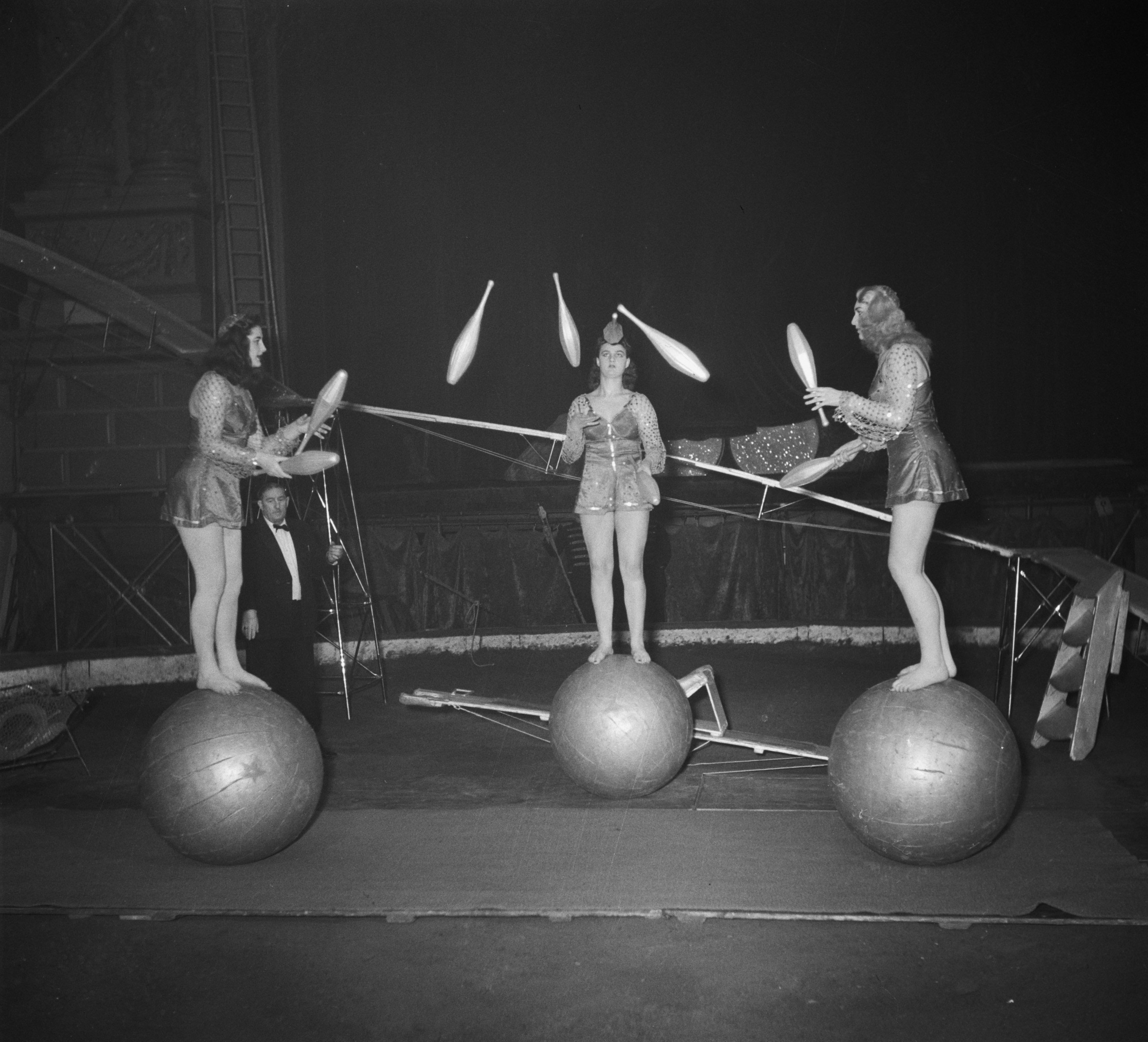
Jongleurs sur des boules

La boule est un objet sphérique d'un diamètre allant de 60 cm à 1,20 m voire plus, en polyéthylène, en résine ou en bois sur laquelle on effectue différentes figures et déplacements en équilibre.
Initialement, c'est une discipline qui a été utilisé pour des numéros de cirque traditionnel. Dans le passé, elle a été utilisée dans des numéros de jonglerie ou avec des structures en pente que les acrobates gravissez en équilibre en marchant dessus. La boule par la suite est une discipline où très peu d'artistes de cirque traditionnel ont continués à développer des numéros.
C'est une discipline qui est actuellement beaucoup enseignée dans les écoles de cirque loisir.
Dans le cirque contemporain professionnel, on voit une redécouverte de l'objet et un renouvellement de la technique et de l'approche à l'objet. La plupart de ces artistes ont choisi la boule d'équilibre avec un diamètre de 85 cm. Toutefois certains de ces pros ont choisi une boule de 120 cm de diamètre, de 110 cm ou bien de 75 cm de diamètre.
En 2019, l'artiste de cirque Léa Legrand a créé la rencontre de boule d'équilibre en collaboration avec La Central del Circ à Barcelone. Cela a permis à ces artistes de se réunir et d'échanger sur leur pratique ainsi que de faire évoluer les techniques plus rapidement.